# Дельфін ла-платський
Ла-платський дельфін, або понтопорія Бленвіля (Pontoporia blainvillei) — вид морських ссавців монотипної родини Pontoporiidae з групи річкових дельфінів. Етимологія: πόντος — море, πόρος — прохід, шлях.

## Поширення
Населяє прибережні води південно-західного узбережжя Південної Америки.

## Історія таксона
З таксономічної точки зору належить до групи річкових дельфінів ї є єдиним з них видом, що може жити як в морських солоних, так і в річкових прісних водах. Решта річкових дельфінів зустрічається винятково у прісноводних водоймах.
Ла-платський дельфін (Pontoporia blainvillei) становить єдиний вид у своєму роді Pontoporia. Уперше був описаний Полем Жерве і Алсидом д'Орбіні у 1844 році (позначкою виду blainvillei була увічнена пам'ять французького зоолога Анрі Марі Дюкорте де Бленвіля). Ла-платські дельфіни також відомі під прізвиськом «францисканські» (franciscana) в Аргентині і Уругваї; це прізвисько набуло міжнародного поширення і може вживатися не тільки іспанською мовою. Також його можуть називати «качімбо» (cachimbo) чи (у Бразилії) «тонінья» (toninha).

## Морфологія
Довжина рила у ла-платських дельфінів в порівняні з довжиною тіла найбільша за всіх китоподібних — у дорослих особин вона сягає 15%. Самці виростають до 1,6 м завдовжки, самиці — до 1,8 м. Тіло сірувато-коричневого кольору, трохи блідіше знизу. Плавці також дуже довгі у порівняні з розміром тіла і широкі, але звужуються у місці з'єднання з тілом, що надає їм майже трикутної форми. Задній край плавців зазубрений. Спинний плавець має довгу базу і закруглений кінець. На шиї, відразу за дихалом у формі півмісяця у ла-платських дельфінів є шкіряна зморшка, яка створює враження, що дельфін постійно задирає голову.
Ла-платські дельфіни важать до 60 кг і живуть до 20 років. Вагітність триває 10-11 місяців; статевої зрілості особини досягають через декілька років після народження. Самиці стають здатні до розмноження у віці 5 років.

## Біологія
Ла-платські дельфіни — дуже непримітні тварини, вони рухаються дуже плавно і повільно; помітити його присутність можна лише у надзвичайно спокійній воді. За звичайних обставин вони плавають поодинці чи невеликими групами: за спостереженнями, максимальний розмір групи становить 15 особин. Харчуються вони у придонній зоні. Дослідження показують, що до їх дієти входить близько 24 видів риб; вони також ловлять восьминогів, кальмарів та креветок. У свою чергу, на дельфінів полюють косатки і деякі види акул.
Ла-платські дельфіни зустрічаються у прибережних водах південно-східного атлантичного узбережжя Південної Америки, включаючи затоку Ріо-де-ла-Плата. Їх ареал тягнеться від Убатуби в Бразилії (поблизу Південного Тропіка) на південь до півострова Вальдес в Аргентині. Це єдиний представник групи річкових дельфінів, який живе переважно у солоній воді океанського узбережжя і річкових гирл. Втім, ла-платські дельфіни добре себе почувають в обох середовищах; багато дельфінів все життя проводять у прісній річковій воді, ніколи не потрапляючи до океану.

## Чисельність. Охорона
Точна кількість популяції ла-платських дельфінів та її динаміка невідомі. Спеціалісти висловлюють занепокоєння зростанням кількості дельфінів, що гинуть, потрапляючи в рибальські мережі й заплутуючись у них — може статися, що популяція не зможе компенсувати такі втрати й вид почне вимирати.